# Jeffrey H. Shapiro

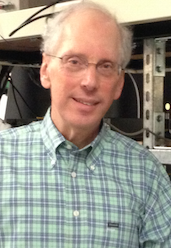
Jeffrey H. Shapiro, 2013

Jeffrey H. Shapiro (* 27. Dezember 1946 in New York City) ist ein US-amerikanischer Elektroingenieur und Quantenphysiker.
Shapiro ist Julius A. Stratton Professor of Electrical Engineering des Massachusetts Institute of Technology (MIT) in Cambridge (Massachusetts). Er arbeitet vor allem auf dem Gebiet der Quanteninformationsverarbeitung (Quantenkryptografie).
Shapiro studierte am MIT mit dem Bachelor-Abschluss 1967 und dem Master-Abschluss (SM) 1968 (und einem weiteren in Elektrotechnik 1969). 1970 wurde er am MIT in Elektrotechnik promoviert mit einer Arbeit über Adaptive Techniken für optische Kommunikation in turbulenter Atmosphäre. 1970 bis 1973 war er Assistant Professor an der Case Western Reserve University und ab 1973 Associate Professor und ab 1985 Professor für Elektrotechnik am MIT.
1989 bis 1999 war er stellvertretender Leiter der Fakultät für Elektrotechnik und Informatik des MIT. 1999 wurde er Julius A. Stratton Professor. 2001 bis 2011 war er Direktor des Research Laboratory of Electronics (RLE) des MIT.
Shapiro befasste sich vor allem mit der Anwendung der Informationstheorie auf optische Systeme sowie Quanteninformationstheorie und ist vor allem bekannt für seine Arbeiten zur Erzeugung, Beobachtung und Anwendung von Gequetschtem Licht. Er befasste sich mit optischer Kommunikation in der Atmosphäre und technische Gegenmaßnahmen aufgrund der dort auftretenden Turbulenzen und mit kohärentem Laser-Radar.
Er ist Fellow des IEEE, der American Physical Society, des Institute of Physics und der Optical Society of America und Mitglied des SPIE.
Er war Mitherausgeber der IEEE Transactions on Information Theory und des Journal of the Optical Society of America.
2002 war er Organisator der Sixth International Conference on Quantum Communication, Measurement and Computing (QCMC'02).

## Schriften
- (2000): An ultrabright narrowband source of polarization-entangled photon pairs, Franco N. C. Wong, Jeffrey H. Shapiro. J. Opt. B: Quantum Semiclass. Opt. 2, L1.
- (2004): Infrastructure for the quantum internet, Seth Lloyd, Jeffrey H. Shapiro, Franco N. C. Wong, Prem Kumar, Selim M. Shahriar, Horace P. Yuen. Computer Communication Review 34(5): 9-20.
- (2007): Complete physical simulation of the entangling-probe attack on the BB84 protocol, Taehyun Kim, Ingo Stork genannt Wersborg, Franco N. C. Wong, Jeffrey H. Shapiro. Physical Review A 75, 042327.